# 金剛出版
株式会社金剛出版（こんごうしゅっぱん）は、日本の出版社。主に医学・精神医学・心理学などの学術専門書を出版している。

## 出版物

### 雑誌
- 精神療法
- 臨床心理学